# Acrosticta scrobiculata
Acrosticta scrobiculata är en tvåvingeart som beskrevs av Friedrich Hermann Loew 1868. Acrosticta scrobiculata ingår i släktet Acrosticta och familjen fläckflugor. Inga underarter finns listade i Catalogue of Life.